# كونيل

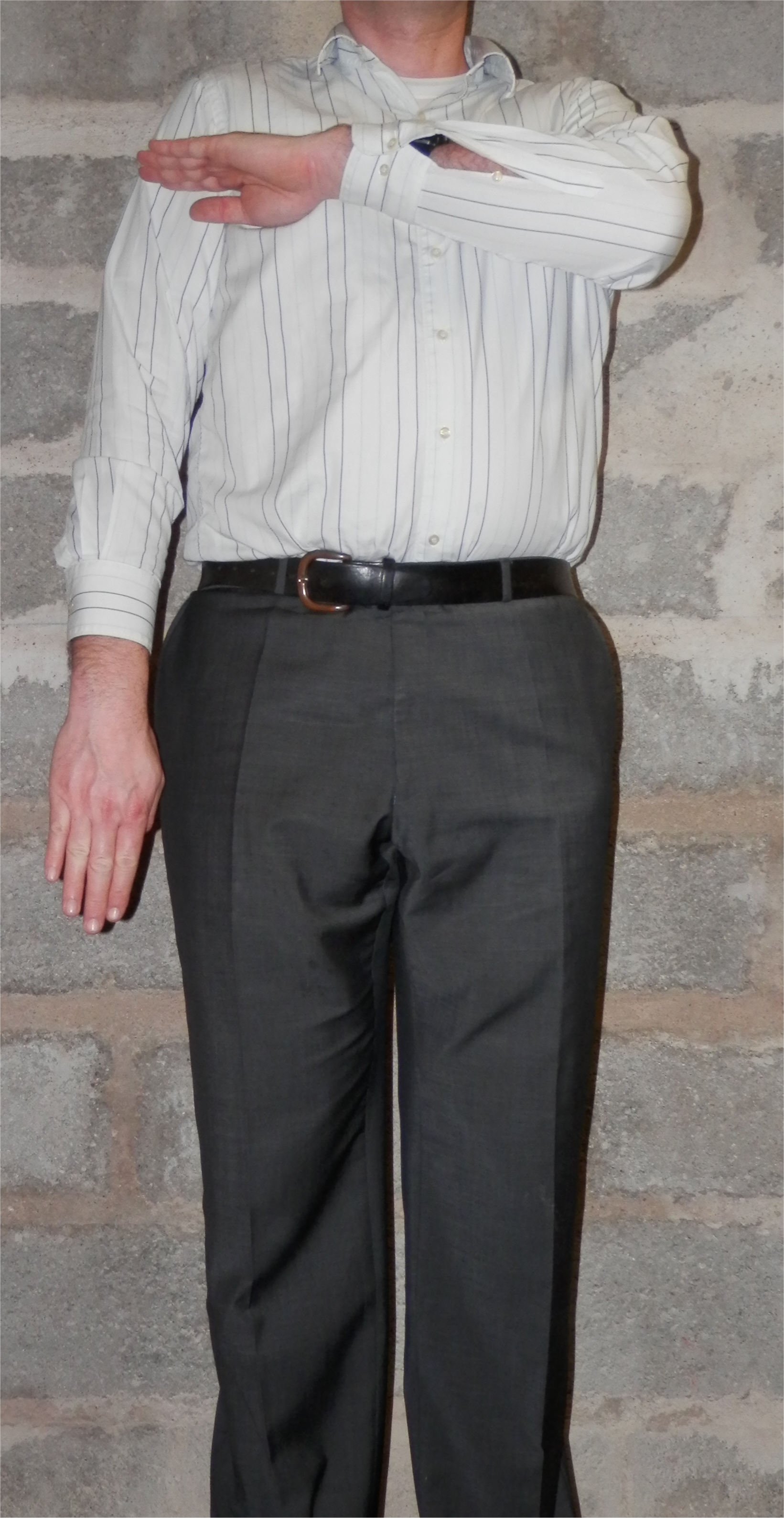
شاب يقوم بالحركة في شارع بنيو يورك.

الكونيل هي حركة يقوم بها المرء بمد يد واحدة إلى الأسفل ومن ثَم يضع كف يده الأخرى على كتف اليد الممدودة.
وقد اشتهرت هذه الشارة من قبل الكوميدي الفرنسي ديودوني، وثم ازداد انتشارها بعد أن قام بها لاعب الكرة نيكولا أنيلكا في مباراة في الدوري الإنكليزي.